# 도도 다카쓰구 (1602년)

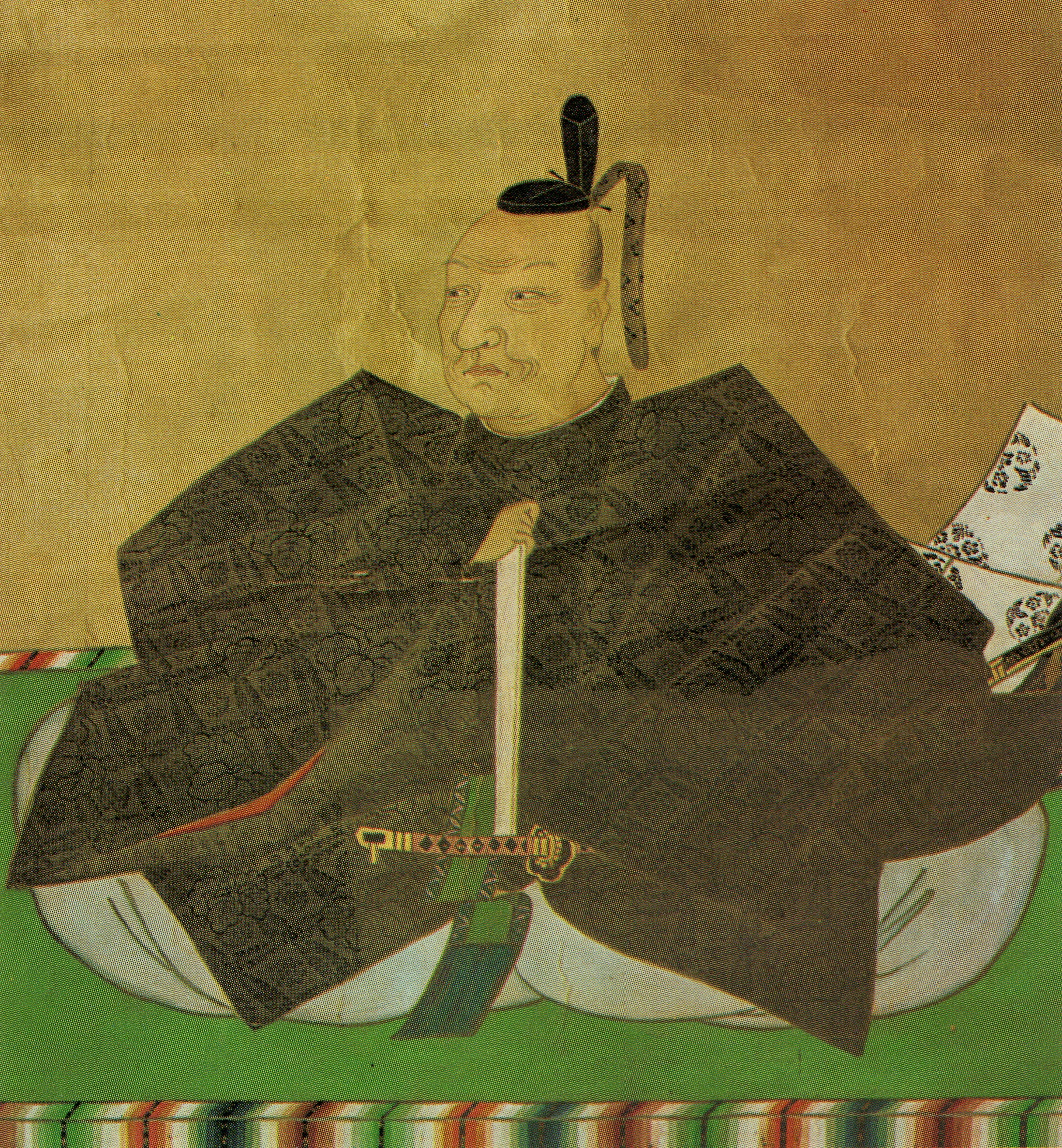
도도 다카쓰구 초상화

도도 다카쓰구(일본어: 藤堂高次, 게이초 6년 윤음력 11월 11일(1602년 1월 4일) ~ 엔포 4년 음력 11월 16일(1676년 12월 20일)는 이세 쓰번 제2대 번주이다. 도도 종가 제2대 당주. 선대 번주 도도 다카토라의 장남이다.
정실은 에도 막부 다이로 사카이 다다요의 딸이다. 자식은 다카히사, 다카미치, 다카카타, 다카치카 등이 있다.

## 같이 보기
- 이코마 소동

| 전임 도도 다카토라 | 제2대 쓰번 번주 (도도가) 1630년 ~ 1669년 | 후임 도도 다카히사 |